# ایو بنوا باتیونو
ایو بنوا باتیونو (فرانسوی: Yves Benoit Bationo‎؛ زادهٔ ۲۷ دسامبر ۱۹۹۳) بازیکن فوتبال اهل بورکینافاسو است.
از باشگاه‌هایی که در آن بازی کرده است می‌توان به باشگاه فوتبال گوریتسا، باشگاه فوتبال پارما، باشگاه فوتبال نیم المپیک، باشگاه فوتبال پروجا، و باشگاه فوتبال امپولی اشاره کرد.
وی همچنین در تیم ملی فوتبال بورکینافاسو بازی کرده است.